# La Bohème (film fra 1916)
La Bohème er en amerikansk stumfilm fra 1916 af Albert Capellani.

## Medvirkende
- Alice Brady som Mimi.
- Paul Capellani som Rudolphe.
- June Elvidge som de Rouvre.
- Leslie Stowe som Durandin.
- Chester Barnett som Marcel.